# Salle Méchatigan
La salle Méchatigan est une salle de spectacles, inaugurée en 2005 à Sainte-Marie de Beauce au Québec.
Cette salle, pouvant accueillir 540 spectateurs, a été construite grâce à un partenariat entre la Commission scolaire de la Beauce-Etchemin, la municipalité régionale de comté (MRC) de la Nouvelle-Beauce et Ovascène, diffuseur de spectacles professionnels à Sainte-Marie de Beauce.
Au mois d’avril 2004, la Commission scolaire de la Beauce-Etchemin, Ovascène, la MRC de La Nouvelle-Beauce et la Polyvalente Benoît-Vachon déterminaient les critères pour le choix du nom de la salle qui devait être située à la Polyvalente Benoît-Vachon de Sainte-Marie.  Le nom proposé devait représenter le caractère régional et artistique de la future salle de spectacles, tout en respectant la vocation scolaire de l'établissement. 

## La Méchatigan
Après plusieurs séances de travail, le nom Méchatigan a été proposé et accepté par les promoteurs du projet. Les Amérindiens donnaient à l’époque le nom de la Méchatigan à la rivière Chaudière. La rivière Chaudière est sans contredit l'élément géographique dominant de la Beauce. C'est un élément distinctif, bien connu de tous et rassembleur. 
Méchatigan signifie « rivière ombreuse » ou encore « rivière bruyante ». Ce nom lui vient de ses superbes chutes, près du fleuve Saint-Laurent, où la rivière se précipite d'une grande hauteur, avec un bouillonnement semblable à celui d'une chaudière en ébullition.
Ajoutons qu'une troupe de théâtre et un musée de la région ont déjà porté ce nom.

## Source
- La direction générale d'Ovascène, diffuseur de spectacles, Sainte-Marie, Québec, Canada